# Coltishall
Coltishall ist ein Dorf mit 1405 Einwohnern am Fluss Bure, im Westen von Wroxham, in Norfolk gelegen, innerhalb der Norfolk Broads.
Coltishall wurde im Domesday Book erwähnt. Das Dorf war 250 Jahre lang ein Zentrum der Malzindustrie. Viele Norfolk Wherrys (Handelsschiffe) wurde in dem Dorf gebaut.
Zwischen 1779 und 1912 war es möglich, den Fluss Bure mit dem Boot nach Aylsham entlangzufahren. Heutzutage ist es nur noch möglich diesen bis Coltishall zu befahren.
Die nahe gelegene Royal Air Force Station RAF Coltishall war ein wichtiger Militärflugplatz im Zweiten Weltkrieg, der im Dezember 2006 geschlossen wurde. Das Gebäude ist nun das HMP Bure, ein Gefängnis.
Die Wassermühle am Fluss zwischen Coltishall und Horstead war eine der meistfotografierten Mühlen in Norfolk, bis diese im Jahr 1963 niederbrannte.